# Ann Guilbert
Ann Morgan Guilbert (ur. 16 października 1928 w Minneapolis, zm. 14 czerwca 2016 w Los Angeles) – amerykańska aktorka filmowa i telewizyjna. Występowała w roli babci Yetty  w serialu komediowym Pomoc domowa (1993–1999).

## Życiorys
Urodziła się w rodzinie żydowskiej, była córką doktora Geralda Guilberta i jego żony Cornelii. Ukończyła Stanford University's Department of Speech and Drama.
Była pierwszą żoną producenta telewizyjnego George’a Ecksteina, z którym ma dwie córki – aktorkę Hallie Todd i pisarkę Norę Eckstein. W 1967 poślubiła aktora Guya Raymonda, z którym żyła do jego śmierci w 1997.
Zmarła w swoim domu w Los Angeles, w dzielnicy Pacific Palisades w następstwie choroby nowotworowej.

## Filmografia

### Filmy
- Dwoje na huśtawce (1962) jako Molly, matka uczennicy
- Gangster i urzędnik (1963) jako Ella Trask
- Poradnik żonatego mężczyzny (1967) jako żona Charliego
- Amerykanin na Riwierze (1968) jako Bibi
- Jeszcze bardziej zgryźliwi tetrycy (1995) jako Francesca „Mama” Ragetti, matka Marii
- Kwaśne winogrona (1998) jako pani Drier
- Daj, proszę (2010) jako Andra

### Seriale TV
- Spotkanie z Alfredem Hitchcockiem (1962-65) jako właścicielka sklepu zoologicznego (gościnnie, 1963)
- Adam-12 (1968-75) jako Ruth Elkins (gościnnie, 1968)
- I Dream of Jeannie (1965-70) jako Thelma Crawford (gościnnie, 1969)
- Zdrówko (1982-93) jako Marge Thornhill (gościnnie, 1989)
- Napisała: Morderstwo (1984-96) jako Harriet De Vol (gościnnie, 1990)
- Kroniki Seinfelda (1989-98) jako Evelyn (gościnnie, 1991 i 1996)
- Pan Złota Rączka (1991-99) jako matka Wilsona (gościnnie, 1993)
- Gdzie diabeł mówi dobranoc (1992-96) jako Myriam Wambaugh (gościnnie w 5 odcinkach z l. 1992-94)
- Pomoc domowa (1993–99) jako Yetta Rosenberg-Jones, babcia Fran
- Pohamuj entuzjazm (2000-11) jako Lenore (gościnnie, 2005)
- Prawo i porządek: sekcja specjalna (1999-2016) jako kobieta w kościele (gościnnie, 2007)
- Szczęśliwi rozwodnicy (2011-13) jako Myrna (gościnnie, 2012)
- Współczesna rodzina (2009–2016) jako babcia (gościnnie, 2013)
- Jak zdrówko? (2013-15) jako Birdy Lamb
- Chirurdzy (2005-2016) jako Gabby (gościnnie, 2015)
- Scenki z życia (2015–2016) jako GiGi (gościnnie, 2016)